# Bezirk Hallein
Der Bezirk Hallein ist ein politischer Bezirk des österreichischen Bundeslandes Salzburg. Seine Fläche beträgt 668,35 Quadratkilometer.
Der Bezirk ist identisch mit dem Tennengau, einem der fünf Gaue des Bundeslandes; nördlich liegt der Flachgau und südlich der Pongau.

## Geschichte
Nach der Einrichtung eines Kronlandes Salzburg 1848 wurde eine Landesverfassung erlassen, die auch eine Neuregelung der Landesverwaltung und die Einführung der Gemeindeordnung mit sich brachte. Das Gebiet des heutigen Bezirks Hallein war bis 1896 ein Teil des Bezirks Salzburg-Umgebung. 1895 wurde ein neuer Bezirk zur Entlastung der zu großen Bezirkshauptmannschaft Salzburg genehmigt und ein Jahr darauf mit der Einrichtung der Bezirkshauptmannschaft Hallein vollzogen.
Bezirkshauptleute
- 1896–1900: Rudolf Graf von Thun und Hohenstein[2]
- 1901 oder 1907–1911: Adalbert Proschko[3]
- 1912–1922: Anton Herget oder
1915–1918: Hans von Rittinger[4]
- 1922–1925: Karl Dirolt
- 1926–1934: Wilfried Watteck[5]
- 1934–1938: Rudolf Dworzak
- 1938–1939: Viktor Renner
- 1939–1940: Anton Heiser
- 1941–1945: Walter Königsdorfer
- 1945–1953: Theodor Salzmann
- 1954–1959: Hubert Weninger
- 1959–1981: Arno Reischenböck
- 1982–2000: Alfred John
- 2000–2010: Klaus Dieter Aigner
- 2010–2023: Helmut Fürst[1]
- seit 1. Juni 2023: Monika Vogl[1]

## Angehörige Gemeinden
Der Bezirk Hallein umfasst 13 Gemeinden, darunter eine Stadt und vier Marktgemeinden. In Klammern stehen die Einwohnerzahlen vom 1. Jänner 2024.

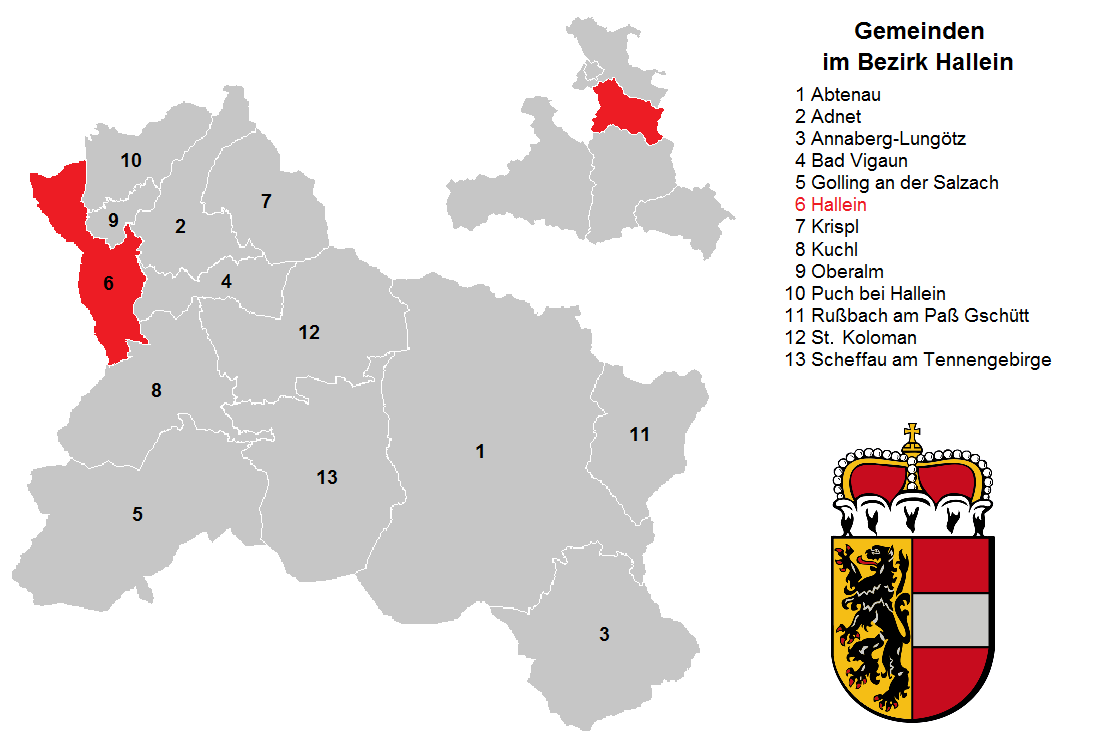
Gemeinden des Bezirks Hallein

| Gemeinde                  | Lage | Ew     | km²    | Ew / km² | Gerichtsbezirk | Region | Typ             | Metadaten         |
| ------------------------- | ---- | ------ | ------ | -------- | -------------- | ------ | --------------- | ----------------- |
| Abtenau                   |      | 6.041  | 186,95 | 32       | Hallein        |        | Markt- gemeinde | Gem.Kennz.: 50201 |
| Adnet                     |      | 3.726  | 30,01  | 124      | Hallein        |        | Gemeinde        | Gem.Kennz.: 50202 |
| Annaberg-Lungötz          |      | 2.214  | 61,04  | 36       | Hallein        |        | Gemeinde        | Gem.Kennz.: 50203 |
| Bad Vigaun                |      | 2.131  | 17,55  | 121      | Hallein        |        | Gemeinde        | Gem.Kennz.: 50213 |
| Golling an der Salzach    |      | 4.464  | 82,20  | 54       | Hallein        |        | Markt- gemeinde | Gem.Kennz.: 50204 |
| Hallein                   |      | 21.540 | 26,98  | 798      | Hallein        |        | Stadt- gemeinde | Gem.Kennz.: 50205 |
| Krispl                    |      | 874    | 29,66  | 29       | Hallein        |        | Gemeinde        | Gem.Kennz.: 50206 |
| Kuchl                     |      | 7.467  | 46,90  | 159      | Hallein        |        | Markt- gemeinde | Gem.Kennz.: 50207 |
| Oberalm                   |      | 4.354  | 6,39   | 682      | Hallein        |        | Markt- gemeinde | Gem.Kennz.: 50208 |
| Puch bei Hallein          |      | 4.831  | 21,01  | 230      | Hallein        |        | Gemeinde        | Gem.Kennz.: 50209 |
| Rußbach am Paß Gschütt    |      | 772    | 34,02  | 23       | Hallein        |        | Gemeinde        | Gem.Kennz.: 50210 |
| St. Koloman               |      | 1.806  | 55,97  | 32       | Hallein        |        | Gemeinde        | Gem.Kennz.: 50211 |
| Scheffau am Tennengebirge |      | 1.467  | 69,67  | 21       | Hallein        |        | Gemeinde        | Gem.Kennz.: 50212 |